# Vicente Nasi

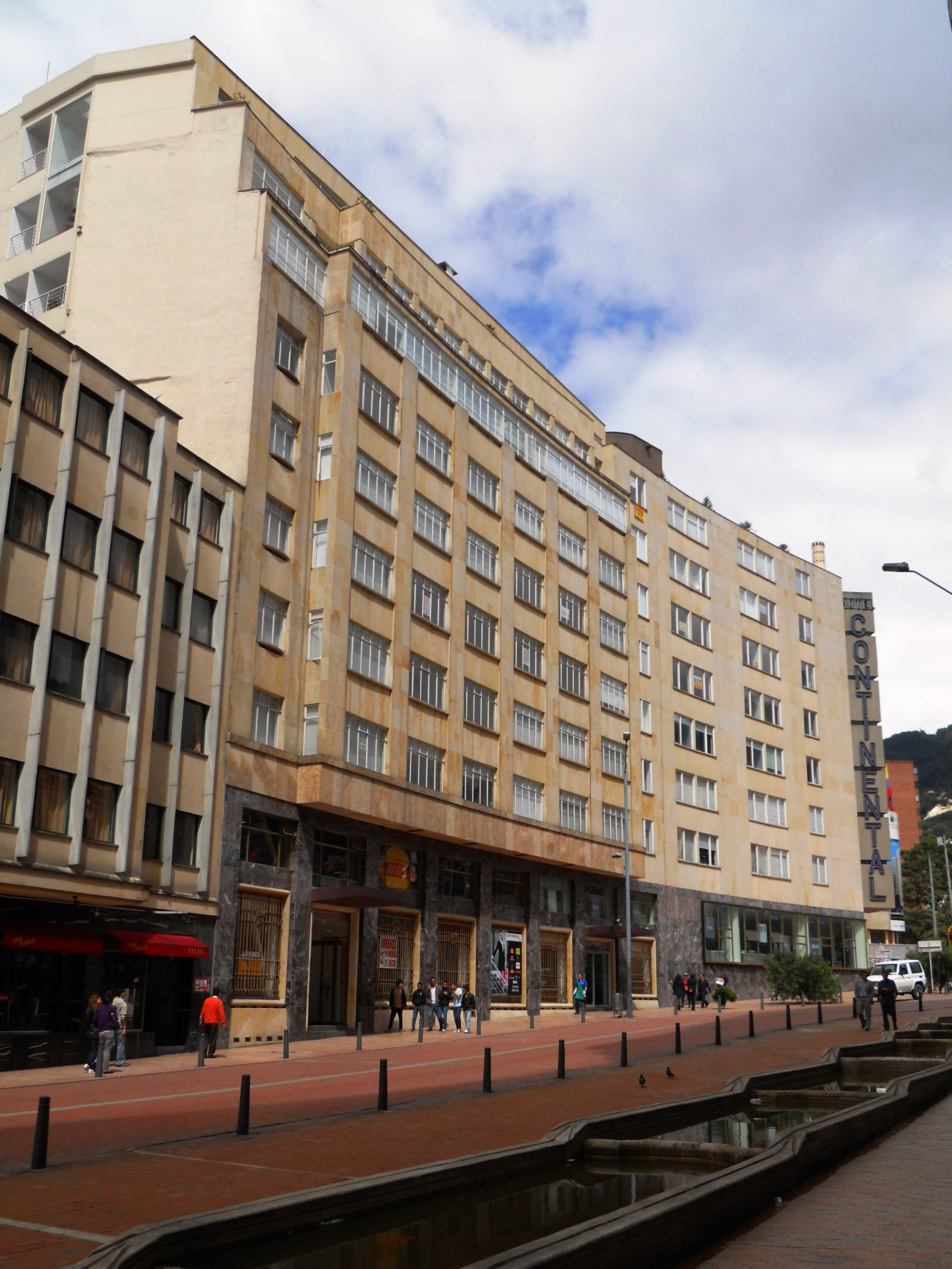
El hotel Continental en el Eje Ambiental.

Vicente Nasi (Turín, 15 de septiembre de 1906 - Bogotá, 1992) fue un arquitecto nacido en Italia que desarrolló su obra en Colombia, en particular en la capital y sus alrededores. Es uno de los pioneros del modernismo en este país. Su obra más conocida es el hotel Continental, de 1948. 

## Vida
Estudió en el Politécnico de Turín. Viajó a Colombia en 1928 contratado por las firmas Morgante y Da Peppo, y luego Urigar & Cia. Obtuvo su título como arquitecto en la Universidad Nacional de Colombia en 1938.
A mediados de los años 1940 los italianos Sergio Cozza y Aldo Salvino le encargaron la construcción del hotel Continental, ubicado en Bogotá en el actual Eje Ambiental con carrera Tercera. Este se construyó en 1948.
En 1947, durante su visita a Colombia, Le Corbusier elogió la casa de campo que construyó para Fernando Mazuera en Fusagasugá.
En los años 1960 y 1970 estuvo quince años por fuera de Colombia, realizando obra en Venezuela, Estados Unidos, Italia y el actual Zimbabue.

## Obra
Nasi realizó en Colombia más de un centenar de obras durante cincuenta años de vida profesional. Algunas de ellas son:
- Hipódromo de Bogotá, de 1928.
- Casa Gazzera Brando, de 1929.
- Casa Herbert Boy, de 1929.

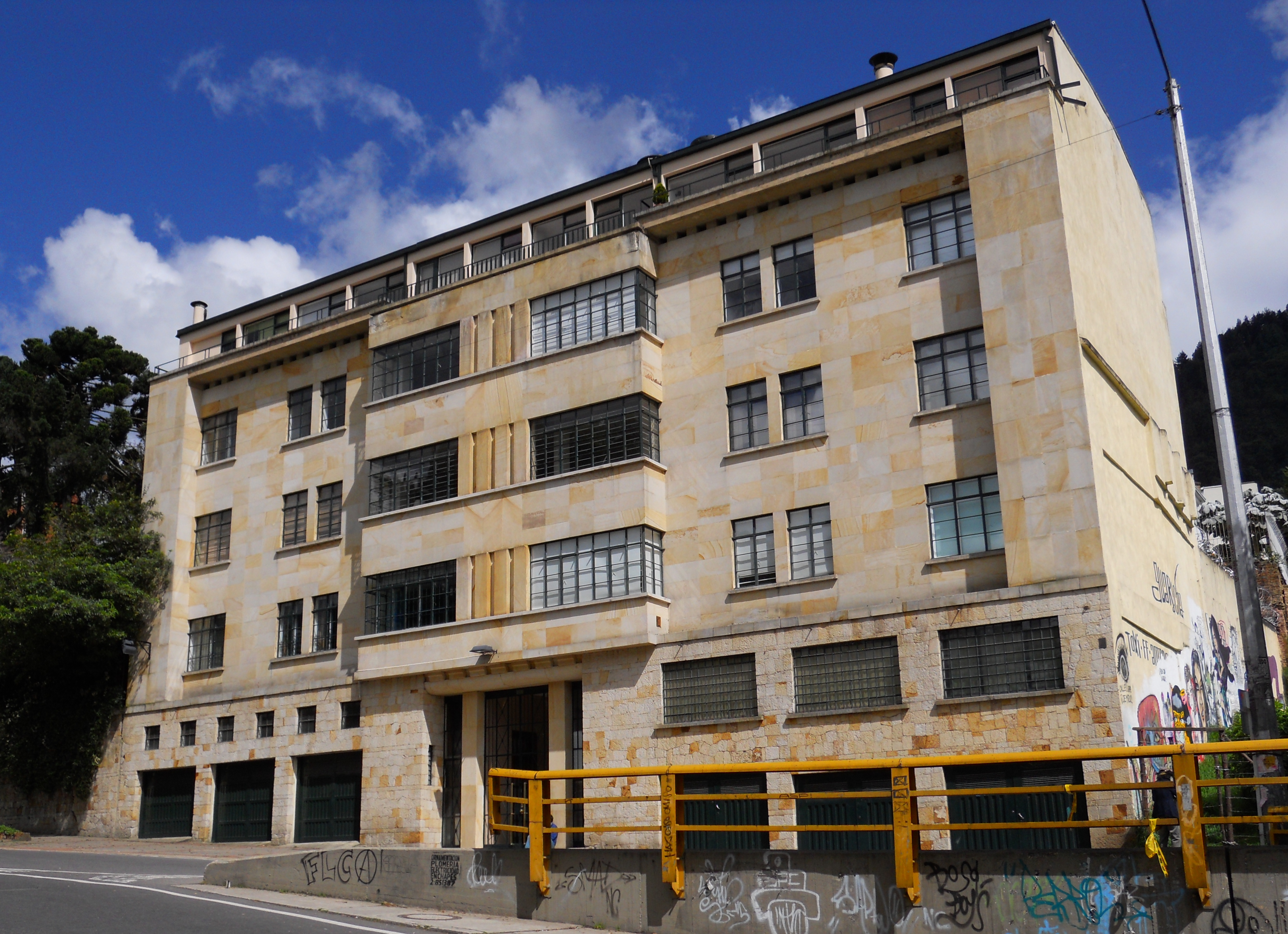
Edificio Herrera de la Torre.

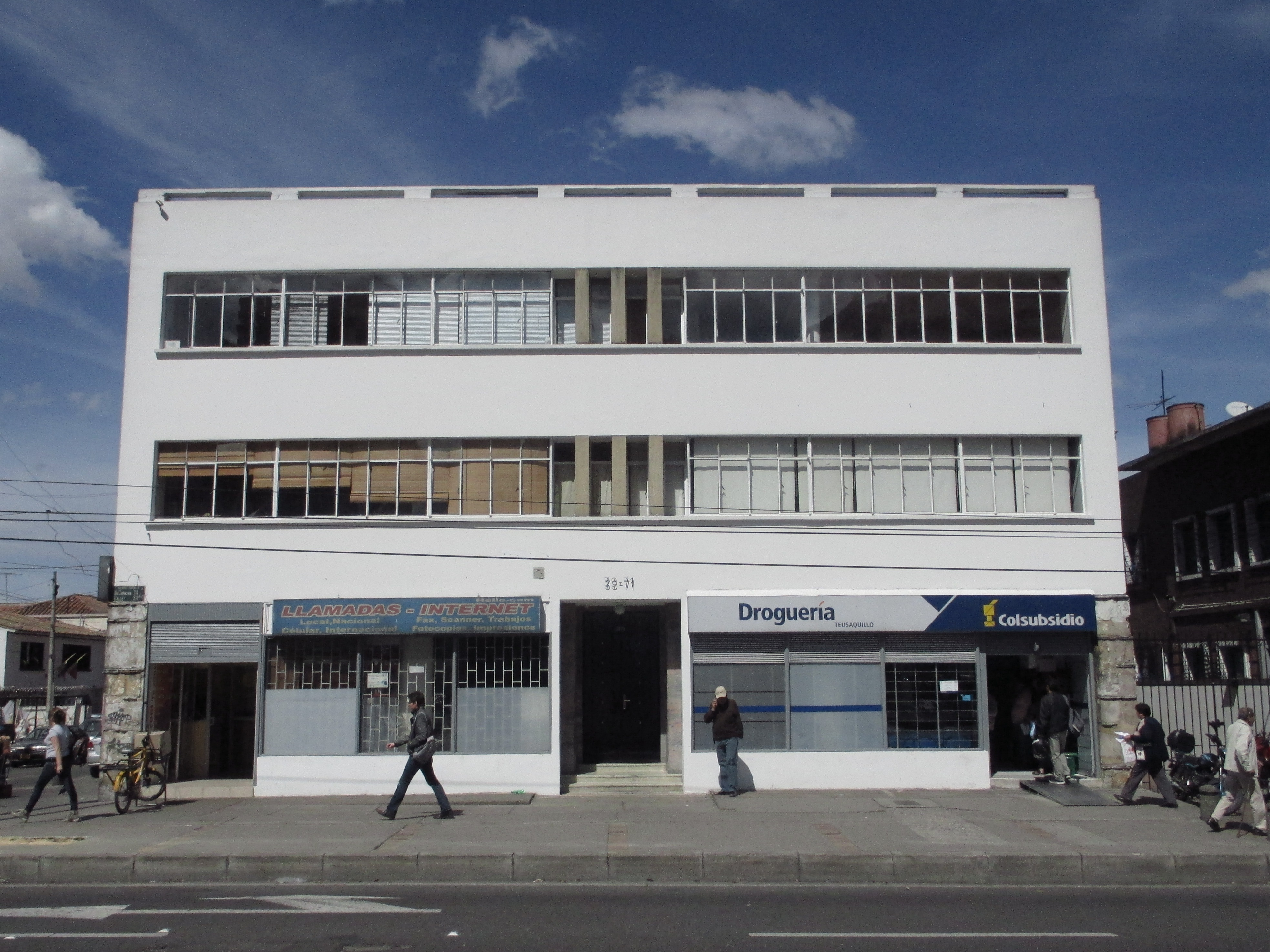
Edificio en la avenida Caracas con carrera 38.

- Edificio Herrera de la Torre, de 1930.
- Estación del ferrocarril de Buenaventura, de 1933.
- Quinta Jaramillo Arango, de 1935. Ubicada en Fusagasugá e inspirada en Carolina Cárdenas Núñez.[2]
- Casa Urrutia, de 1936.
- Quinta de Floridablanca, 1941.
- Casa Salvino, de 1942, ubicada en la calle 53 con carrera Séptima.
- Quinta Valenzuela, de 1942.
- Casa José María Valenzuela, de 1946. Demolida.
- Hotel Continental, de 1948.
- Quinta Familia Uribe Rocha, de 1949.
- Edificio avenida Caracas con calle Cuarenta y cuatro, de 1951.
- Restaurante Pozzetto, de 1972.

### Fondo Vicente Nasi
En 1991 se donaron 194 documentos al Museo de Arquitectura Leopoldo Rother de la sede de Bogotá de la Universidad Nacional de Colombia. Se trata de los bocetos, planos originales, dibujos, fotografías, documentos personales, memorias, copias y maquetas que constituyen el Fondo Vicente Nasi, que junto a los de Leopoldo Rother, Bruno Violi y otros arquitectos constituye el acervo de este museo.